# Station Saint-Denis
Station Saint-Denis is een spoorwegstation aan de spoorlijn Paris-Nord - Lille. Het ligt in de Franse gemeente Saint-Denis in het departement Seine-Saint-Denis (Île-de-France).

## Geschiedenis
Het station werd op 20 juni 1846 geopend.

## Ligging
Het station ligt op kilometerpunt 6,131 van de spoorlijn Paris-Nord - Lille. Ook is het het beginpunt van de spoorlijn Saint-Denis - Pontoise.

## Diensten
Het station wordt door verschillende treinen van Transilien aangedaan:
- RER D:
  - Tussen Creil/Orry-la-Ville - Coye en Melun via Combs-la-Ville
  - Tussen Goussainville/Villiers-le-Bel - Gonesse en Corbeil-Essonnes via Ris-Orangis
- Transilien lijn H:
  - Tussen Paris-Nord en Persan - Beaumont (via Montsoult - Maffliers)
  - Tussen Paris-Nord en Luzarches
  - Tussen Paris-Nord en Persan - Beaumont (via Ermont - Eaubonne)
  - Tussen Paris-Nord en Pontoise

## Vorige en volgende stations
| Richting                                                   | Vorig station         | Lijn    | Volgend station               | Richting                               |
| ---------------------------------------------------------- | --------------------- | ------- | ----------------------------- | -------------------------------------- |
| Creil D3 Orry-la-Ville - Coye D1                           | Pierrefitte - Stains  | RER D   | Stade de France - Saint-Denis | Melun D2 (via Combs-la-Ville - Quincy) |
| Goussainville D7 Villiers-le-Bel - Gonesse - Arnouville D5 | Pierrefitte - Stains  | RER D   | Stade de France - Saint-Denis | Corbeil-Essonnes D6 (via Ris-Orangis)  |
| Persan - Beaumont (via Montsoult - Maffliers)              | Épinay - Villetaneuse | Trans H | Paris-Nord                    | Paris-Nord                             |
| Luzarches                                                  | Épinay - Villetaneuse | Trans H | Paris-Nord                    | Paris-Nord                             |
| Persan - Beaumont (via Ermont - Eaubonne)                  | Épinay - Villetaneuse | Trans H | Paris-Nord                    | Paris-Nord                             |
| Pontoise                                                   | Épinay - Villetaneuse | Trans H | Paris-Nord                    | Paris-Nord                             |

## Aansluitingen
Het station heeft een halte aan tramlijn 1.